# Niagara-Ouest—Glanbrook
Pour les articles homonymes, voir Niagara.
Pour la circonscription provinciale du mème nom, voir Niagara-Ouest—Glanbrook (circonscription provinciale).
Circonscription électorale fédérale du Canada
Niagara-Ouest—Glanbrook est une ancienne circonscription électorale fédérale en Ontario.

## Circonscription fédérale
La circonscription était située dans le sud de l'Ontario, sur les rives du lac Ontario. Les entités municipales formant la circonscription sont Hamilton, Grimsby, Lincoln, Pelham et West Lincoln.
Les circonscriptions limitrophes étaient Ancaster—Dundas—Flamborough—Westdale, Haldimand—Norfolk, Hamilton-Est—Stoney Creek, Hamilton Mountain, St. Catharines et Welland.

### Historique
La circonscription de Niagara-Ouest—Glanbrook a été créée en 2003 à partir des circonscriptions d'Ancaster—Dundas—Flamborough—Aldershot, Erie—Lincoln, Hamilton Mountain, Niagara-Centre et Stoney Creek. Lors du redécoupage de 2012, la circonscription est abolie et redistribuée parmi Niagara-Ouest et Flamborough—Glanbrook.
| Législature | Années    | Député | Député       | Parti        |
| --- | --------- | ------ | ------------ | ------------ |
| Niagara-Ouest—Glanbrook issue d'Ancaster—Dundas—Flamborough—Aldershot, Erie—Lincoln, Hamilton Mountain, Niagara-Centre et Stoney Creek |           |        |              |              |
| 38e | 2004–2006 |        | Dean Allison | Conservateur |
| 39e | 2006–2008 |        | Dean Allison | Conservateur |
| 40e | 2008–2011 |        | Dean Allison | Conservateur |
| 41e | 2011–2015 |        | Dean Allison | Conservateur |
| Redistribuée parmi Niagara-Ouest et Flamborough—Glanbrook                                                                              |           |        |              |              |

### Résultats électoraux
|       | Candidat         | Parti        | # de voix | % des voix |
|       | (x) Dean Allison | Conservateur | +33 701,  | 57,25 %    |
|       | Stephen Bieda    | Libéral      | +08 699,  | 14,78 %    |
|       | David Heatley    | NPD          | +12 734,  | 21,63 %    |
|       | Sid Frere        | Vert         | +02 530,  | 4,3 %      |
|       | Bryan Jongbloed  | Héritage     | +01 199,  | 2,04 %     |
| Total | Total            | Total        | 58 863    | 100 %      |

|       | Candidat         | Parti        | # de voix | % des voix |
|       | (x) Dean Allison | Conservateur | +28 089,  | 51,98 %    |
|       | Heather Carter   | Libéral      | +12 955,  | 23,97 %    |
|       | Dave Heatley     | NPD          | +07 980,  | 14,77 %    |
|       | Sid Fere         | Vert         | +03 897,  | 7,21 %     |
|       | Dave Bylsma      | Héritage     | +01 118,  | 2,07 %     |
| Total | Total            | Total        | 54 039    | 100 %      |

## Circonscription provinciale
Depuis les élections provinciales ontariennes du 4 octobre 2007, l'ensemble des circonscriptions provinciales et des circonscriptions fédérales sont identiques.
1. ↑  Élections Canada.